# Ingolstadt

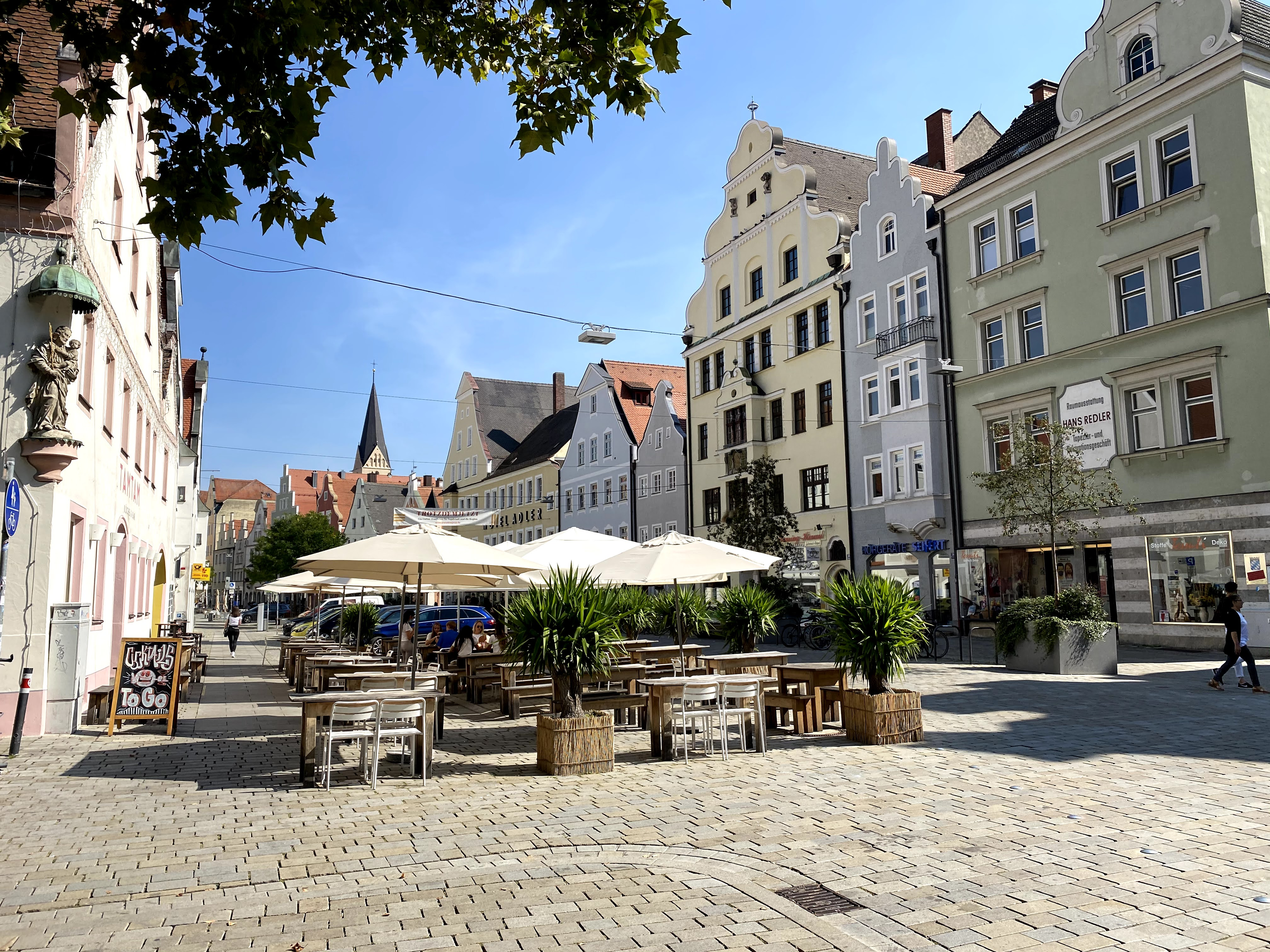
Imatge d'un carrer d'Ingolstadt.

Ingolstadt és una ciutat situada a la regió de Oberbayern, dins de Baviera, a Alemanya.
La primera universitat de Baviera va ser fundada aquí, per Lluís el Ric el 1472, convertint-se des de ben aviat en un centre 
de l'humanisme i després de la Contrareforma. Al segle xvi va ser la ciutat fortificada més gran de l'Imperi Alemany.
Va sofrir diversos danys durant la Segona Guerra Mundial i actualment és coneguda per la fàbrica d'automòbils Audi,
i per la seva refineria.

## Fills il·lustres
- Michael Tonsor (1540/46-1605/07) compositor, organista i mestre de capella.

## Monuments destacats
- Asamkisrche Maria de Victoria, seu de l'associació d'estudiants marians, al segle xviii.
- Kreuztor i murades. L'única porta que es conserva de les murades medievals.
- Liebfrauenmünster. Església del segle xv.
- Alte Anatomie. Antiga seu de la facultat de Medicina.
- Neues Schloss. Literalment, Castell Nou, del segle xv.
- Herzogskasten. Castell del segle xiii
- Altes Rathaus. Ajuntament. restauració del segle XVIII
- Moritzkirche. Església del segle XIV-XV